# Coryssocnemis lepidoptera
Coryssocnemis lepidoptera là một loài nhện trong họ Pholcidae. Loài này được phát hiện ở Brasil.